# Planet of the Apes: Last Frontier
Planet of the Apes: Last Frontier je akční adventura z roku 2017 studia The Imaginati Studios. Videohra je součástí franšízy Planeta opic a dějově se odehrává mezi filmy Úsvit planety opic (2014) a Válka o planetu opic (2017). Byla oznámena v říjnu 2016 během rozhovoru o filmu Válka o planetu opic, kdy ji zmínil herec Andy Serkis.
V srpnu 2017 bylo ohlášeno, že Planet of the Apes: Last Frontier vyjde na podzim roku 2017 na platformy PlayStation 4, Xbox One a Microsoft Windows. Videohra vyšla 21. listopadu 2017 na konzoli PlayStation 4 a kvůli zpoždění až 24. srpna 2018 na Xbox One a Microsoft Windows.

## Hratelnost
Hráč ve hře ovládá 14 lidí a opic, kteří zemřou nebo budou žít podle jeho rozhodnutí. Zároveň se ve hře nachází několik možných konců: opice vyhrají, lidé vyhrají či mezi nimi zavládne mír.

## Kritika
Konzolová verze hry na PlayStation 4 dostala na stránce Metacritic 59 bodů ze sta, jedná se tedy o „smíšené nebo průměrné recenze“.